# Lucy Jones
Lucille M. Jones (Santa Monica, 1955) è una sismologa, geofisica e divulgatrice scientifica statunitense.
Viene considerata la "sismologa della porta accanto" in quanto dà sempre alla popolazione informazioni sui terremoti che si verificano in California.

## Riconoscimenti
- Alquist Award dalla California Earthquake Safety Foundation (2000);[3]
- Shoemaker Award for Lifetime Achievements in Science Communication dall'USGS;[4]
- Samuel J. Heyman Service to America Medals dalla Partnership for Public Service (2015);[5]
- Frank Press Public Service Award dalla Seismological Society of America (2018);[6]
- Community Leadership Award dalla Leadership California (2019).[7]

## Vita privata
Vive a Pasadena con il marito e collega sismologo Egill Hauksson e i loro due figli Sven e Niels.
Suona la viola da gamba e fa parte dei Los Angeles Baroque.